# Bogserbåt 2
Bogserbåt 2 är en bogserbåt inom svenska armén som används till bogsering av pontoner, drivning av färjor och kan transportera upp till 2 ton last eller användas som säkerhets- och arbetsbåt. Båtarna kan även bryta is, och den luftkylda motorn gör att båtarna även fungerar i vatten med is, snömodd eller lera.
Båtarna är utrustade med ett roterbart (360') Becker SRP-250 propellerenhet vilket ger en mycket stor manöverförmåga.
Den robusta konstruktionen gör att utrangerande båtar används i många olika sammanhang, exempelvis trafikerar några av dem Kongofloden i Kongo-Kinshasa.

## Huvuddata
- Längd 7,03 m
- Djupgående 0,9 m
- Fart 9 knop
- Motor Deutzdiesel 77 kW
- Besättning 2 stycken
- Totalvikt 4500 kg